# Mâconnais (Käse)

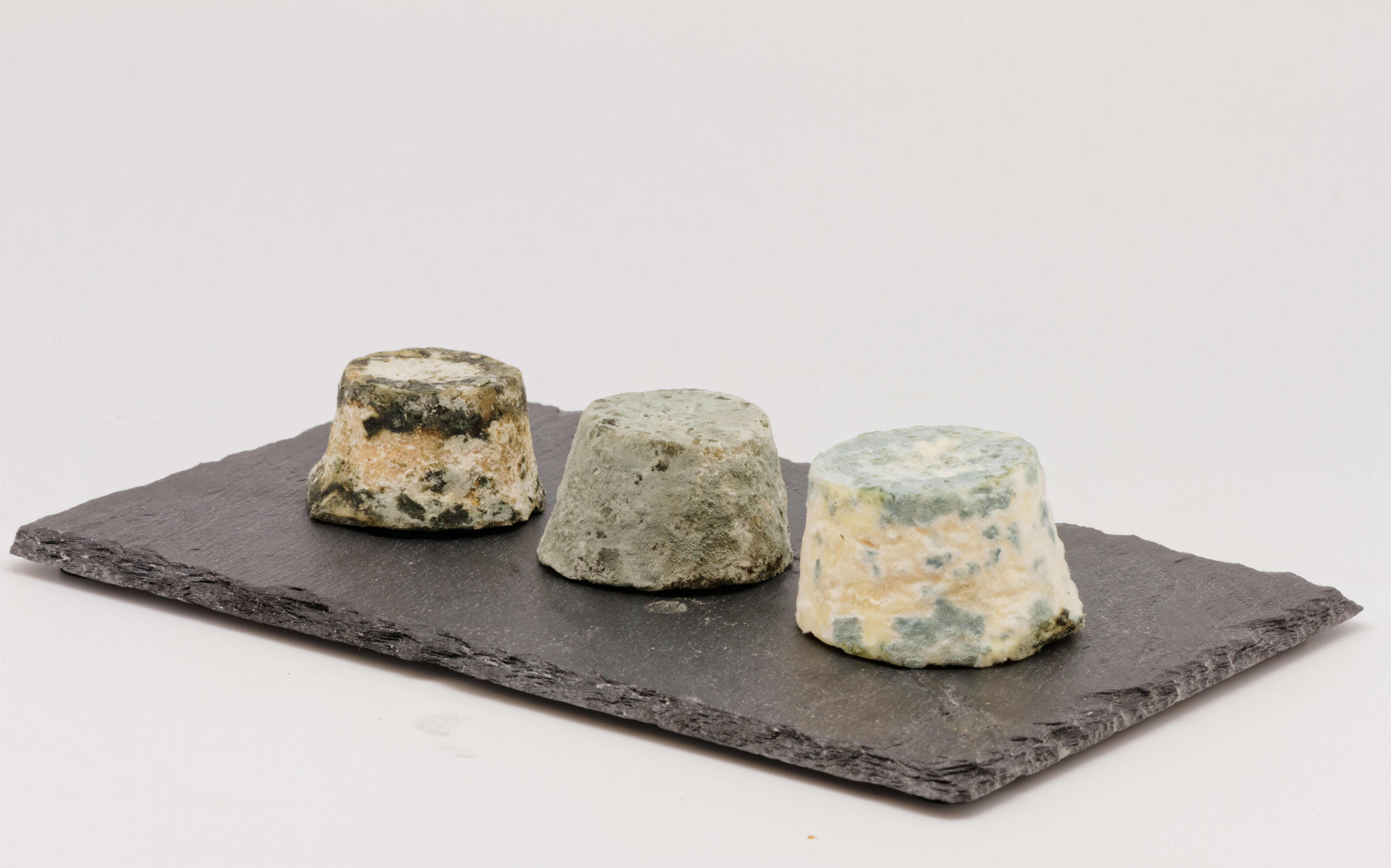
Varianten des Mâconnais

Mâconnais ist ein französischer Rohmilchkäse aus Ziegenvollmilch. Seinen Namen verdankt er der gleichnamigen Region Mâconnais im Département Saône-et-Loire, teilweise ist auch der Name Chevroton de Mâcon gebräuchlich. Seit 2006 ist der Mâconnais mit dem AOC-Gütesiegel ausgezeichnet, seit 2010 auch mit dem europäischen AOP.

## Beschreibung
Die Region Mâconnais ist ein traditionelles Weinbaugebiet im Burgund, in dem viele Winzer auch Ziegenhaltung als Nebenerwerb betrieben. Aus den geringen Erträgen erzeugten sie mit einfachen Mitteln einen kleinen, kegelstumpfförmigen Käse, der in kleinen Käfigen (französisch chazère oder auch chazière) lagerte und darin ohne weitere Behandlung eher trocknete als reifte. Mit der Anerkennung als geschützte Ursprungsbezeichnung wurden die Vorgaben genauer definiert. Der Mâconnais darf nur in bestimmten Gemeinden des Département Saône-et-Loire und in der Gemeinde Cenves im Département Rhône hergestellt werden, die Milch muss von Ziegen der Rassen Alpine oder Poitevine stammen. Es dürfen maximal 10 Ziegen pro Hektar Weideland gehalten werden, die sich überwiegend nur vom regionalen Weidefutter ernähren. Die rohe Milch wird dick gelegt, der Bruch wird in Formen geschöpft und gesalzen. Dann reift der Käse für mindestens 10 Tage. Der fertige Käse wiegt zwischen 50 und 65 g und enthält mindestens 45 % Fett in der Trockenmasse. Reift er deutlich länger als die erforderlichen 10 Tage, dann kann das Gewicht auf bis zu 30 g sinken. Der Teig hat eine feste, cremige Struktur, die Rinde ist beige bis bläulich, je nach Ausmaß der Edelschimmelbildung. Er schmeckt leicht salzig mit typischem Ziegenaroma.
2023 wurden 44 Tonnen Mâconnais  erzeugt.